# State Farm Women's Tennis Classic 2001
Lo  State Farm Women's Tennis Classic 2001 è stato un torneo di tennis giocato sul cemento. È stata la 2ª edizione del torneo, che fa parte della categoria Tier II nell'ambito del WTA Tour 2001. Si è giocato a Scottsdale (Arizona) negli USA dal 26 febbraio al 4 marzo 2001.

## Campionesse

### Singolare
Lindsay Davenport ha battuto in finale  Meghann Shaughnessy con il punteggio di 6–2, 6–3

### Doppio
Lisa Raymond /  Rennae Stubbs hanno battuto in finale  Kim Clijsters /  Meghann Shaughnessy per walkover